# Kitty from Kansas City (film)
Pour plus de détails, voir Fiche technique et Distribution.
Kitty from Kansas City est un court-métrage de dessin animé en noir et blanc de la série Screen Songs, sorti en 1931. Il a été créé par les studios Fleischer et met en scène Betty Boop ainsi qu'une inclusion d'une vidéo musicale de Rudy Vallée.

## Synopsis
Betty Boop marche vers une petite gare du Kansas, ses bagages d'un côté et un chat et un perroquet en cage de l'autre (ce dernier est obligé de marcher pour empêcher la cage de toucher terre). Elle demande à un vieil employé la distance entre cet endroit et la « Vallée Rudy » (« Rudy Valley ») où elle veut aller. Ce premier dit entendre arriver le train. Le convoi a des difficultés à passer une forte pente mais il y parvient en faisant la chenille arpenteuse. Pendant l'attente du train, le perroquet mord Betty aux fesses alors qu'elle a le dos tourné. Elle rend l'employé responsable et lui envoie son poing dans la figure. C'est alors que le train qui entre en gare saisit Betty Boop par le crochet du courrier. Une souris rit d'elle, danse et ajoute « fe » au panneau « mail » (« courrier ») pour faire le jeu de mots « female » (« femme »). Le train arrive enfin à « Rudy Valley ». Betty entend un doux chant. On voit alors un homme moustachu en vidéo qui chante et fume un cigare. Il demande au public s'il aimerait entendre une chanson sur Kitty de Kansas City, son ancienne petite amie. Une balle rebondissante apparaît, que Valley salue du chapeau (la balle lui rend son salut de même façon). Il commence sa chanson, rythmée par la balle qui aide le public à chanter les paroles avec lui.
Kitty est jouée par Betty Boop. Pendant la chanson, le chanteur moustachu décrit son amour passé pour son amante mais souligne ses problèmes et le manque d'intelligence de Kitty. Il en donne des exemples : elle pense qu'Einstein est un verre de bière, que Mussolini est un exercice physique, croit qu'un champignon (« mushroom ») est un endroit pour faire l'amour, qu'un « no man's land » est la chambre d'une vieille fille, que le 4e jour de juillet est un roi anglais et que Rudy Valley est un endroit situé entre deux collines. Puis l'homme enlève sa fausse moustache et l'on découvre qu'il s'agit du chanteur Rudy Vallée. Il salue le public en enlevant son chapeau. Pendant qu'il continue l'histoire de Kitty, on voit Betty Boop mimer la chanson et se transformer. Elle s'enlaidit, devient énorme, fait exposer une balance, boit des bières à la chaîne. Elle casse la vaisselle en la lavant, se trompe en mettant un bloc de glace dans le four et du charbon dans le réfrigérateur. Kitty veut faire de l'équitation mais elle échoue car elle est devenue trop lourde pour le cheval. Kitty accepte alors de faire la monture et de porter le cheval. Petit à petit, le cheval devient obèse et elle devient maigre par l'exercice. Le cheval et Kitty inverse à nouveau les rôles. Leur course les mène à la mer, où Kitty y est jetée par lui. Kitty tente à plusieurs reprises de remonter à la surface mais les vagues la ramènent à chaque fois au fond. Kitty trouve alors un bouchon et le retire, ce qui vide tout l'océan. Le film se termine par un sidérant défilé avec Kitty en sirène entourée d'animaux marins.

## Fiche technique
Source IMDb
- Titre : Kitty from Kansas City
- Réalisation : Dave Fleischer
- Scénario :

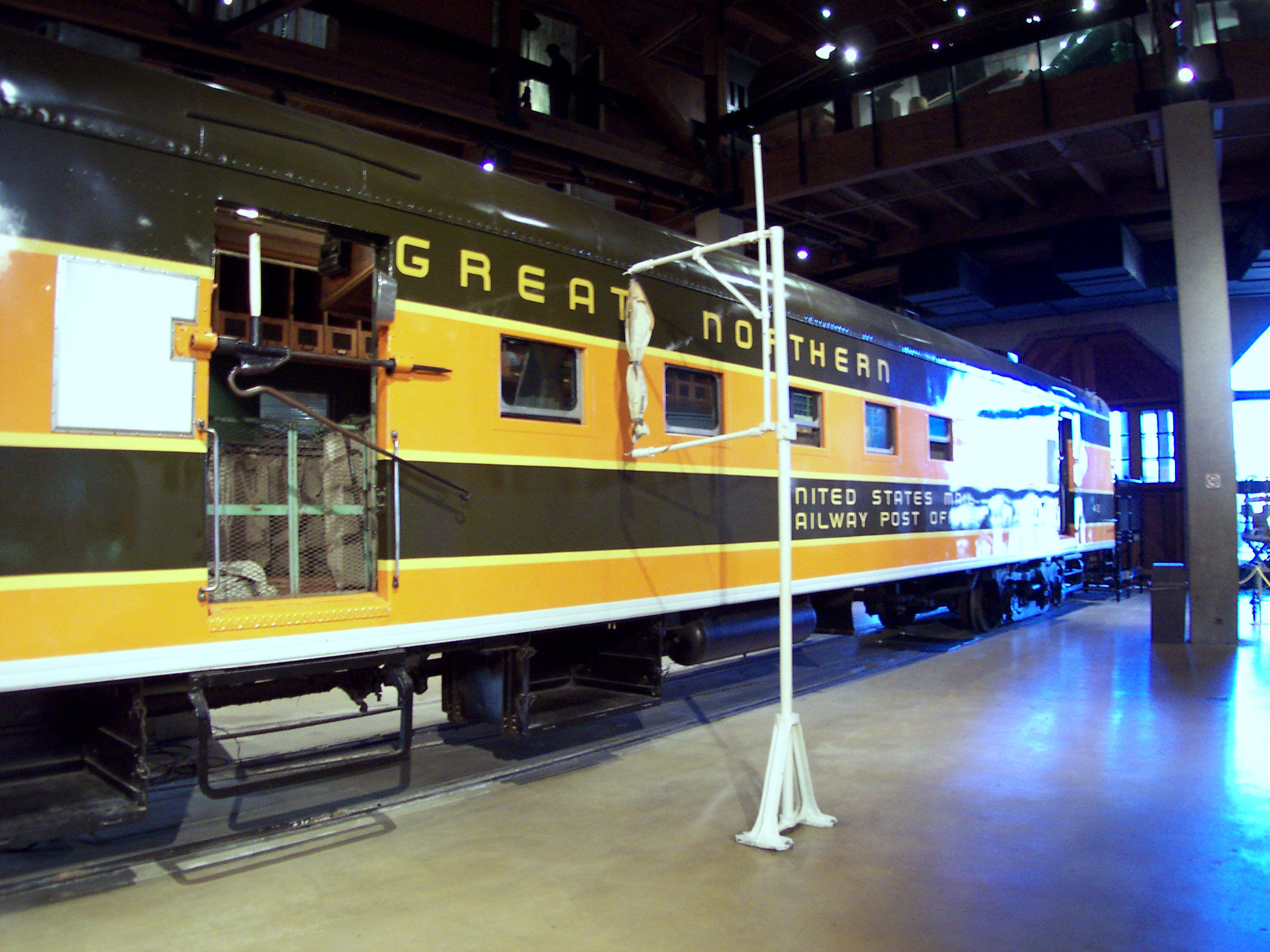
Véritable crochet (ou bras) du courrier d'un fourgon postal (à droite, la potence).

- Musique : Manny Baer et Lou Fleischer (en) (non cités au générique)
- Producteur : Dave Fleischer
- Société de production : Fleischer Studios
- Distributeurs : Paramount Pictures (États-Unis, au cinéma en 1931)
- Pays : États-Unis
- Format : noir et blanc - 35 mm - 1,20:1 - son mono (Western Electric) - procédé cinématographique : sphérique
- Genre : dessin animé de comédie fantastique et film musical
- Durée : 8 minutes
- Métrage : 196 mètres (une bobine)
- Date de sortie :
  - États-Unis : 1er novembre 1931

## Distribution

Rudy Vallée saluant le public avec son chapeau, dans la vidéo de sa chanson.

Voix originales :
- Rudy Vallée : le chanteur
- Mae Questel : Betty Boop
- Ann Little : Kitty

## Musiques
Source IMDb
- Kitty from Kansas City (en)

Musique par Jesse Greer (en), paroles de Harry Rose, dans une nouvelle interprétation par Rudy Vallée et George Bronson (en)
Jouée au début du cartoon et chantée par Rudy Vallée et son orchestre (Rudy Vallee And His Connecticut Yankees) avec la bouncing ball.
- Smile, Darn Ya, Smile (non créditée)

Musique par Max Rich, paroles de Jack Meskill et Charles O'Flynn.
Chantée lors du générique d'entrée sous le nom de Sing, Come On, Sing.

## Accueil
Le magazine Variety juge Kitty from Kansas City pas assez amusant pour compenser l'ennui d'une chanson souvent ressassée, un dessin animé qui mise surtout sur le nom de Rudy Vallée. Par contre, la critique de The Film Daily dit que ce court-métrage a été un succès avec le public invité à chanter sur la chanson de Rudy Vallée, et que la Paramount envisage d'autres dessins animés intégrant le crooner.